# Lucien Louvet
Pour les articles homonymes, voir Louvet.
Lucien Louvet, né le 6 mai 1876 à Clichy et mort le 7 janvier 1943 dans le 17e arrondissement de Paris, est un coureur cycliste français

## Biographie
Il est mobilisé dans l'artillerie pendant la Première Guerre mondiale.

## Palmarès

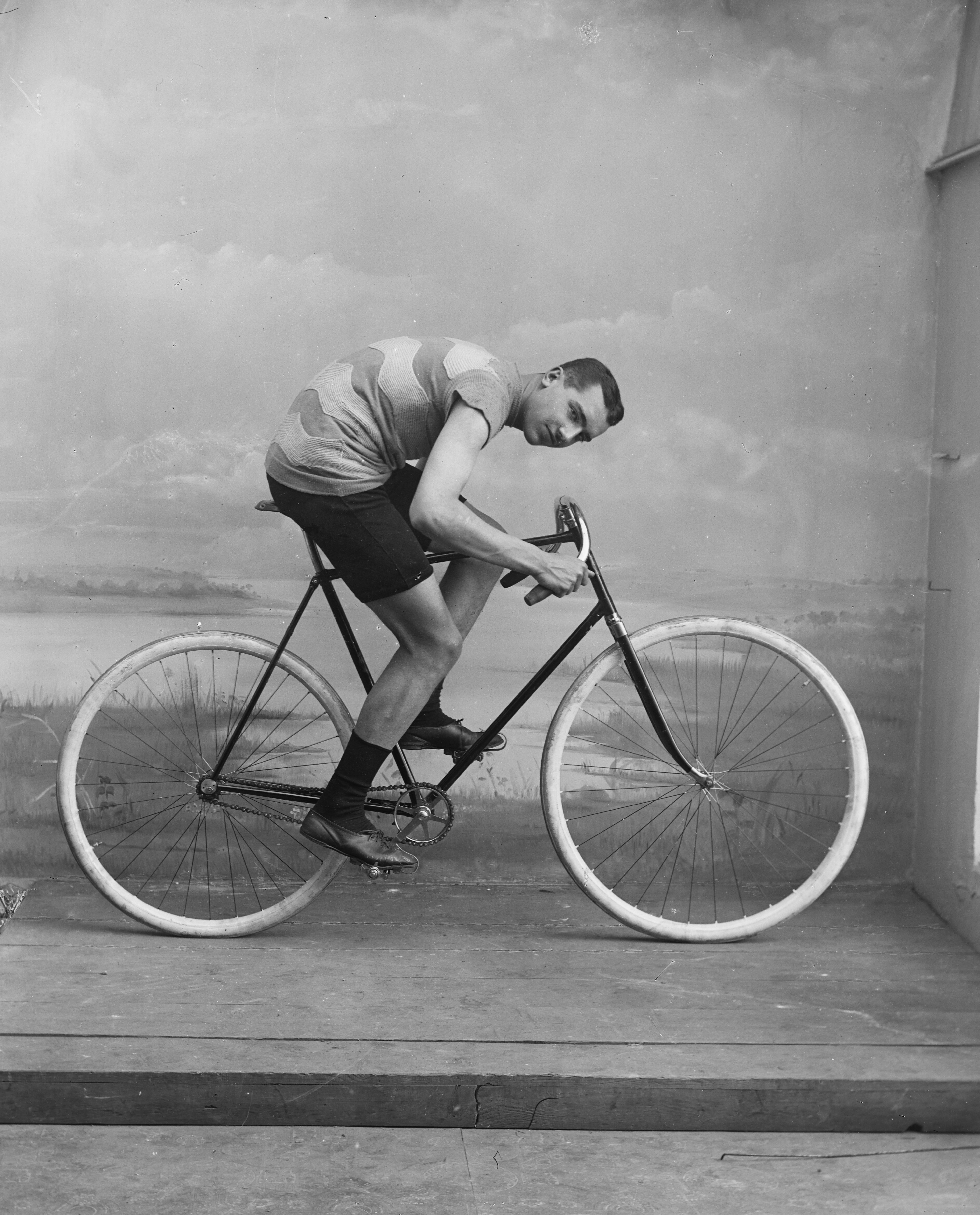
Lucien Louvet sur son vélo en 1893 au lendemain de son titre de champion de France.

### Championnats de France
- 1893
  -  Champion de France de demi-fond